# Gavarret-sur-Aulouste
 Gavarret-sur-Aulouste  là một xã thuộc tỉnh Gers trong vùng Occitanie tây nam nước Pháp. Xã này có độ cao trung bình 199 mét trên mực nước biển.